# Sacha Kruithof Perelló
Sacha Kruithof Perelló (Orba, Marina Alta, País Valencià, 13 de març de 1998) és un pilotari valencià en la modalitat de One Wall i Frontball (joc indirecte) i a Llargues (joc directe). A més, ha fet moltes aparicions en diversos programes de televisió. En l’àmbit de la pilota s’ha convertit en el màxim exponent valencià arreu del món.
Va començar a jugar a pilota en l'escola del seu poble i, posteriorment, va donar el salt al trinquet, a la modalitat d'Escala i Corda, on jugava en la posició de mitger. En aquest, jugava sobretot partides i campionats de promeses, encara que va arribar a jugar alguna partida professional com a punter. Va combinar el trinquet i el One Wall fins a la primavera de 2016, que va ser quan va decidir penjar els guants i centrar-se en la modalitat internacional.
En edat cadet va ser campió d'Escala i Corda. S'aficionà al One Wall veient l'Europilota 2010 a Massamagrell. En el 2013 va començar el seu recorregut en el One Wall, després de guanyar l'EuroJove per seleccions en la categoria sub-15, que es va celebrar a Bèlgica.
El 2015 va ser l'any que va començar a despuntar com a jugador professional de One Wall a nivell europeu, amb una tercera posició a l'Open d'Itàlia, amb la una plata a l'Open de Massamagrell en categoria absoluta, on va perdre davant William Polanco, un dels jugadors més representatius de la pilota als Estats Units, i amb l'or en sub-17 en l'EuroJove celebrat a Nizza Monferrato (Itàlia). També va aconseguir grans resultats a nivell mundial, quan va aconseguir el Campionat del Món sub-17, que es va celebrar a Calgary (Canadà).
L'any 2016 es va consolidar com un dels jugadors més forts del continent, després de liderar durant tot l'any el rànquing europeu i ser guardonat com a millor jugador europeu de 2016. A juliol, va viatjar a Nova York, el bressol del One Wall, a disputar el Red Bull Slaps, un dels tornejos més prestigiosos de One Wall del món. A setembre, tornaria a viatjar al continent americà, concretament a Las Vegas, per a disputar el Campionat del Món de 3WallBall, on es convertiria en Campió del Món sub-19 de les 3 parets (3WallBall). A més, abans de marxar cap a Las Vegas, va ser rebut pel President de la Generalitat, Ximo Puig.
Paral·lelament, és jugador de Llargues, on forma part de l'equip de Parcent, i ha sigut en l'any 2016 campió de la Lliga de Llargues, de la Copa Generalitat, de la Supercopa de Pilota i del I Circuit La Bolata.
L'any 2017 fou guardonat amb el premi Talento Joven Levante-Bankia. Al mes de maig, s'ha desplaçat al Campionat d'Espanya de Frontball, on tenia opcions d'endur-se el campionat en categoria sub-22, però una lesió en semifinals el va obligar a abandonar. Al mes de juliol, ha disputat el seu últim Euro Jove, en aquesta ocasió en categoria sub-19, on ha aconseguit guanyar en les modalitats de One Wall, Llargues i Joc Internacional i ser el primer jugador en aconseguir la triple corona d'One Wall (sub-15, sub-17 i sub-19). A finals d'agost tornà a Nova York per a disputar el campionat Red Bull Slaps però, sobre estar inscrit com a participant, no pogué jugar per un error de l'organització.
En 2018 Sacha recuperà el número 1 en la classificació europea de One Wall al guanyar la competició individual i quedar segon en parella amb el belga Potiez en l'obert de Londres.
En 2021, Sacha aconsegueix un Subcampionat Mundial en Las Vegas, en la categoria PRO, sent el primer valencià de la història en enfrontar-se als millors jugadors americans.
El 2024 va ser nominat al premi AMIC-Tresdeu al millor creador/a de contingut d'esport, i va protagonitzar la sèrie documental Sacha a Nova York emesa per À Punt. Així mateix, el 2025 va ser finalista dels Premis CRIT en la categoria d'esports.